# SK Brann Kvinner
SK Brann Kvinner (kortweg Brann) is een Noorse vrouwenvoetbalclub uit Sandviken, een wijk in de stad Bergen. Het is de vrouwenafdeling van de Noorse club SK Brann en komt uit in de Toppserien. Tot en met 2021 maakte de afdeling deel uit van omnisportclub IL Sandviken die sinds 1978 actief was in het vrouwenvoetbal.
Als IL Sandviken Kvinner won de club in 1995 het bekertoernooi van Noorwegen en in 2021 de Toppserien. Hierna werd de afdeling overgenomen door Brann. In 2022 won SK Brann Kvinner beide toernooien De club nam deel aan de UEFA Women's Champions League 2022/23 en 2023/24.
Arna-Bjørnar · 
Avaldsnes IL · 
Klepp IL · 
Kolbotn IL · 
LSK Kvinner · 
FC Lyn Oslo · 
Rosenborg BK · 
IL Sandviken · 
Stabæk · 
Vålerenga IF